# Belgische Davis-Cup-Mannschaft
Die belgische Davis-Cup-Mannschaft ist die Tennisnationalmannschaft Belgiens, welche das Land im Davis Cup vertritt. Organisiert wird sie durch die Royal Belgian Tennis Federation. Der Davis Cup ist der wichtigste Wettbewerb für Nationalmannschaften im Herrentennis, analog zum Fed Cup bei den Damen.

## Geschichte
Belgien nimmt seit 1904 am Davis Cup teil und konnte bei der ersten Teilnahme bereits das Finale erreichen. Allerdings musste sich die Mannschaft der Auswahl des Vereinigten Königreichs mit 5:0 geschlagen geben. Erfolgreichster Spieler der Geschichte ist Jacques Brichant, der insgesamt 120 Matches bestritt und 71 davon gewinnen konnte.
Für erneute Aufmerksamkeit sorgte die Mannschaft in den Saisons 1953 und 1957, als Jacques Brichant und Philippe Washer nahezu im Alleingang die Belgier zum Sieg in der Europazone führten. Dabei schlugen die beiden 1953 Ungarn, Großbritannien, Italien und Dänemark. Es folgten die Ausscheidungsspiele zwischen den Siegern der Kontinentalzonen, in deren erster Runde Belgien die indische Mannschaft mit 5:0 schlug. Im Finale der Playoffs trafen Brichant und Washer auf die favorisierten US-Amerikaner, gegen die sie mit 1:4 verloren.
In der Saison 1957 wiederholten Brichant und Washer den Erfolg. Im Auftaktspiel besiegten sie erneut Ungarn und es war das einzige Spiel in der Saison, bei dem Belgien mit Gino Mezzi einen weiteren Spieler einsetzte. Es folgten Siege gegen Mexiko und Großbritannien sowie ein Sieg gegen Italien im Finale der Europazone. In den Playoffs erhielt Belgien dieses Mal ein Freilos und traf im anschließenden Finale erneut auf die US-Amerikaner. Brichant und Washer verloren jeweils ihr erstes Einzel, ehe sie das Doppel gewannen und Washer in seinem zweiten Einzel die amerikanische Führung egalisierte. Brichant blieb trotz eines knappen ersten Satzes gegen Vic Seixas am Ende chancenlos, er verlor das Spiel 8:10, 0:6, 1:6 und damit auch Belgien die Partie mit 2:3.
2015 erreichte Belgien nach über 100 Jahren erstmals wieder das Endspiel des Davis Cups. Nach einem 3:2-Auftaktsieg gegen die Schweiz folgte ein klarer 5:0-Sieg gegen Kanada im Viertelfinale. Die Halbfinalbegegnung gegen Argentinien entschied Belgien wiederum knapp mit 3:2 für sich. Im heimischen Gent unterlag die Mannschaft im Finale Großbritannien mit 1:3. In der entscheidenden Partie setzte sich Andy Murray gegen David Goffin in drei Sätzen durch. Auch 2017 zog Belgien nach Siegen gegen Deutschland, Australien und Italien ins Finale ein. Gegen Frankreich unterlag die Mannschaft mit 2:3, in der letzten Partie verlor Steve Darcis in drei Sätzen gegen Lucas Pouille.

## Finalteilnahmen
Die Ergebnisse der Finalteilnahmen werden aus belgischer Sicht angegeben.
| Jahr | Finalort          | Finalgegner      | Ergebnis |
| ---- | ----------------- | ---------------- | -------- |
| 1904 | London            | Britische Inseln | 0:5      |
| 2015 | Gent              | Großbritannien   | 1:3      |
| 2017 | Villeneuve-d’Ascq | Frankreich       | 2:3      |

## Auszeichnungen
Die Belgische Davis-Cup-Mannschaft wurde 2015 von belgischen Sportjournalisten als Mannschaft des Jahres in Belgien geehrt.